# José Carlos Pace
Carlos Pace, brazilski dirkač Formule 1, * 6. oktober 1944, Sao Paulo, Brazilija, † 18. marec 1977, Sao Paulo, Brazilija.
Carlos Pace je pokojni brazilski dirkač Formule 1. Debitiral je v sezoni 1972 na Veliki nagradi Južne Afrike z Williamsom, prvo točko pa je dosegel že na svoji drugi dirki za Veliki nagradi Španije s šestim mestom. Pred naslednjo sezone 1973 je prestopil v moštvo Surtees in dosegel prve stopničke na Veliki nagradi Avstrije s tretjim mestom. Najboljše rezultate pa je dosegel v moštvu Brabham, tudi prvo in edino zmago kariere v sezone 1975 na domači Veliki nagradi Brazilije, ob tem pa še dve uvrstitvi na stopničke in skupno tretje mesto. Leta 1977 se je smrtno ponesrečil v nesreči s privatnim letalom. Po njem je poimenovano dirkališče v Sao Paulu Autódromo José Carlos Pace.

## Popolni rezultati Formule 1
(legenda) (odebeljene dirke pomenijo najboljši štartni položaj, poševne pa najhitrejši krog, †-uvrščen kljub odstopu)
| Leto | Moštvo                       | Šasija        | Motor              | 1       | 2       | 3       | 4       | 5       | 6       | 7       | 8      | 9       | 10      | 11      | 12      | 13      | 14      | 15      | 16      | 17  | Prv | Toč |
| ---- | ---------------------------- | ------------- | ------------------ | ------- | ------- | ------- | ------- | ------- | ------- | ------- | ------ | ------- | ------- | ------- | ------- | ------- | ------- | ------- | ------- | --- | --- | --- |
| 1972 | Team Williams-Motul          | March 711     | Cosworth V8        | ARG     | JAR 17  | ŠPA 6   | MON 17  | BEL 5   | FRA Ret | VB Ret  | NEM NC | AVT NC  | ITA Ret | KAN 9   | ZDA Ret |         |         |         |         |     | 18. | 3   |
| 1973 | Brooke Bond Oxo Team Surtees | Surtees TS14A | Cosworth V8        | ARG Ret | BRA Ret | JAR Ret | ŠPA Ret | BEL 8   | MON Ret | ŠVE 10  | FRA 13 | VB Ret  | NIZ 7   | NEM 4   | AVT 3   | ITA Ret | KAN Ret | ZDA Ret |         |     | 11. | 7   |
| 1974 | Team Surtees                 | Surtees TS16  | Cosworth V8        | ARG Ret | BRA 4   |         |         |         |         |         |        |         |         |         |         |         |         |         |         |     | 12. | 11  |
| 1974 | Bang & Olufsen Team Surtees  | Surtees TS16  | Cosworth V8        |         |         | JAR 11  | ŠPA 13  | BEL Ret | MON Ret | ŠVE Ret | NIZ    |         |         |         |         |         |         |         |         |     | 12. | 11  |
| 1974 | Hexagon Racing               | Brabham BT42  | Cosworth V8        |         |         |         |         |         |         |         |        | FRA DNQ |         |         |         |         |         |         |         |     | 12. | 11  |
| 1974 | Motor Racing Developments    | Brabham BT44  | Cosworth V8        |         |         |         |         |         |         |         |        |         | VB 9    | NEM 12  | AVT Ret | ITA 5   | KAN 8   | ZDA 2   |         |     | 12. | 11  |
| 1975 | Martini Racing               | Brabham BT44B | Cosworth V8        | ARG Ret | BRA 1   | JAR 4   | ŠPA Ret | MON 3   | BEL 8   | ŠVE Ret | NIZ 5  | FRA Ret | VB 2    | NEM Ret | AVT Ret | ITA Ret | ZDA Ret |         |         |     | 6.  | 24  |
| 1976 | Martini Racing               | Brabham BT45  | Alfa Romeo Flat-12 | BRA 10  | JAR Ret | ZZDA 9  | ŠPA 6   | BEL Ret | MON 9   | ŠVE 8   | FRA 4  | VB 8    | NEM 4   | AVT Ret | NIZ Ret | ITA Ret | KAN 7   | ZDA Ret | JAP Ret |     | 14. | 7   |
| 1977 | Martini Racing               | Brabham BT45  | Alfa Romeo Flat-12 | ARG 2   | BRA Ret |         |         |         |         |         |        |         |         |         |         |         |         |         |         |     | 15. | 6   |
| 1977 | Martini Racing               | Brabham BT45B | Alfa Romeo Flat-12 |         |         | JAR 13  | ZZDA    | ŠPA     | MON     | BEL     | ŠVE    | FRA     | VB      | NEM     | AVT     | NIZ     | ITA     | ZDA     | KAN     | JAP | 15. | 6   |